# Бели орлови (паравојна формација)
Бели орлови, такође познати као Осветници, били су српска паравојна формација које је основао режисер Драгослав Бокан. У ратовима деведесетих су сарађивали са шешељевцима и другим српским војним и паравојним формацијама.

## Историја
Бели орлови су основани крајем 1990. године. Ознака јединице је био бели двоглави орао на црвеном штиту. Учествовали су у нападима на место Слатина у западној Славонији, Ловас у октобру и Вуковар у новембру 1991.

## Улога у рату у БиХ
Током рата у Босни и Херцеговини, јединице Белих орлова су учествовале у нападима на муслиманске паравојне јединице које су окупирале Бијељину, и одбрани Вишеграда. Одређене припаднике формације терете за масакр у Вишеграду, масакр у Фочи, и за злочине у Гацку. Осуђено је неколико виших официра. У пролеће и лето 1992. године шешељевци су, заједно са аркановцима учествовали у преузимању Зворника од муслиманских паравојних јединица. Убијено је до 300 наоружаних Муслимана који су нелегално држали Зворник у страховлашћу.
Тужилаштво тврди да су ова убиства била подстакнута Шешељевим говором, што је одбачено на Хашком суду. Један од најкрвавијих злочина на подручју БиХ се догодио у Вишеграду јуна 1992. када су Бели орлови закључали више десетина цивила (стараца, жена и деце) у једну кућу и запалили. Постоје извештаји и да су Бели орлови водили сабирни логор у Лијешћу, код Брода, што није доказано.
Такође су одговорни за отмицу у Штрпцима фебруара 1993, када је из воза Београд—Бар отета и убијена група Муслимана из Србије и Црне Горе.

## Улога у рату на Косову
Шешељеви Бели орлови се помињу међу паравојним формацијама за које се сматра да су биле активне током рата на Косову. „Human Rights Watch” верује да је Служба државне безбедности помагала у организацији и наоружавању ових и других паравојних јединица.
Извештај ОЕБС-а наводи да су Бели орлови, заједно са „Аркановим тигровима”, учествовали у прогону и убиствима албанског становништва Пећи.

## Суђења
Многи припадници Белих орлова су оптужени за ратне злочине пред Међународним судом. Милан Лукић је добио доживотну затворску казну а Средоје Лукић тридесет година затвора, за акције у Белим орловима, посебно за масакр у Вишеграду, као и друга кривична дела. Митар Васиљевић је добио петнаест година затвора.